# 안재승
안재승(1979년 ~ )은 대한민국의 극작가이다.

## 약력
중앙대학교 문예창작학과를 졸업한 후, 한국예술종합학교 연극원 극작과 예술전문사(MFA)과정을 졸업했다. 2008년 신작희곡페스티벌에 당선된 <누가 무하마드 알리의 관자놀이에 미사일 펀치를 꽂았는가>를 극단 그린피그와 남산예술센터와 2010 하반기 시즌 공동제작하였다. 2009년 《[서울신문]》 신춘문예로 등단했다. 2013년 서울문화재단 남산예술센터의 신작 희곡 발굴 시스템인 '초고를 부탁해'를 통해 선정한 <위대한 유산>(김승철 연출)이 무대에 오르기도 했다. 알베르 카뮈의 소설 '페스트'에 현재 서태지 음악을 엮은 동명의 창작 뮤지컬 '페스트'를 준비 중이다.